# Förstakammarvalet i Sverige 1875
Förstakammarvalet i Sverige 1875 var ett val i Sverige. Valet utfördes av landstingen och i de städer som inte hade något landsting utfördes valet av stadsfullmäktige. 1875 fanns det totalt 1 251 valmän, varav 1 215 deltog i valet. Det ovanligt stora antalet valda riksdagsledamöter förklaras av att mandatet från 1866 nu hade gått ut och behövde förnyas. 

## Invalda riksdagsmän
Stockholms stads valkrets:
- Louis De Geer
- Gustaf af Ugglas
- André Oscar Wallenberg

Stockholms läns valkrets:
- Gustaf Åkerhielm
- Axel Odelberg
- Ludvig af Ugglas

Uppsala läns valkrets:
- Pehr von Ehrenheim

Södermanlands läns valkrets:
- Gustaf Lagerbjelke
- Henning Hamilton

Östergötlands läns valkrets:
- Carl Edvard Ekman
- Julius Oscar Mörner
- Pehr Sjöbring
- Harald Spens
- Adam Reuterskiöld

Jönköpings läns valkrets:
- Ottonin Ljungqvist
- Herman von Gegerfelt

Kronobergs läns valkrets:
- Anders Koskull
- Gunnar Wennerberg
- Knut Knutsson Posse

Kalmar läns norra valkrets:
- Alfred de Maré

Kalmar läns södra valkrets:
- Gustaf Ulfsparre
- Johan Magnus Lindgren

Blekinge läns valkrets:
- Hans Wachtmeister
- Gustaf Peterson
- Nils Samuel von Koch

Kristianstads läns valkrets:
- Bernhard Meijer
- Ola Pehrsson
- Per Samzelius

Malmöhus läns valkrets:
- Corfitz Beck-Friis
- Magnus Hallenborg
- Jöns Bengtsson
- Jules Stjernblad
- Henrik Schönbeck
- Rudolf Tornérhjelm

Hallands läns valkrets:
- Peter von Möller
- Isak Wallberg

Göteborgs och Bohus läns valkrets:
- Olof Fåhræus

Göteborgs stads valkrets:
- Carl Fredrik Wærn

Älvsborgs läns valkrets:
- Anders Jönsson
- Wilhelm Waern
- Sven Lagerberg

Skaraborgs läns valkrets:
- Carl Fredrik af Geijerstam
- August Björklund

Värmlands läns valkrets:
- Wilhelm Croneborg
- Carl Hammarhjelm
- Gerhard Lagerstråle
- Casper Lexow

Örebro läns valkrets:
- Axel Burenstam

Västmanlands läns valkrets:
- Knut Björkenstam
- Carl Eric Carlsson
- Patric Reuterswärd

Kopparbergs läns valkrets:
- Nils Fröman
- Casimir Lewenhaupt
- Wilhelm Falk
- Oscar Berg

Gävleborgs läns valkrets:
- Casimir Petre

Västernorrlands läns valkrets:
- Jonas Sjölund

Jämtlands läns valkrets:
- Axel Bennich

Västerbottens läns valkrets:
- Claes Adelsköld